# WWE WrestleMania XIX
WWE WrestleMania XIX é um jogo lançado para o Nintendo GameCube pela THQ no final de 2003. É o segundo de quatro videogames licenciados para o console.

## Roster
| Wrestler       | Wrestler             | Diva              |
| -------------- | -------------------- | ----------------- |
| Al Snow        | Batista              | Dawn Marie        |
| Big Show       | Booker T             | Lita              |
| Brock Lesnar   | Bubba Ray Dudley     | Stacy Keibler     |
| Chavo Guerrero | Chris Benoit         | Torrie Wilson     |
| Chris Jericho  | Christopher Nowinski | Trish Stratus     |
| Christian      | D-Von Dudley         | Stephanie McMahon |
| Eddie Guerrero | Edge                 |                   |
| Goldberg       | Goldust              |                   |
| Hulk Hogan     | John Cena            |                   |
| Kane           | Kurt Angle           |                   |
| Lance Storm    | Matt Hardy           |                   |
| Randy Orton    | Rey Mysterio         |                   |
| Ric Flair      | Rikishi              |                   |
| Rob Van Dam    | The Rock             |                   |
| Scott Steiner  | Shawn Michaels       |                   |
| Steve Austin   | Tajiri               |                   |
| The Hurricane  | Test                 |                   |
| Triple H       | The Undertaker       |                   |
| Vince McMahon  | William Regal        |                   |

## Modo Vingança
No modo vingança, o jogador pode selecionar qualquer superstar no plantel (exceto Stephanie e Vince McMahon) ou um superstar criado.A história começa com o jogador que está sendo arrastado para fora de uma arena pelos seguranças e sendo literalmente jogado na rua. Mais tarde, o jogador encontra Stephanie McMahon. Stephanie percebe que o jogador quer se vingar de Vince McMahon para demiti-lo,o jogador e Stephanie elaboram um plano: a ruína da capitânia Mr. McMahon,pay-per-view: WrestleMania. Para fazer isso, Stephanie  o envia para locais diferentes e você deve atacar os vários personagens que você encontra em cada localidade, destruir a propriedade WWE, incluindo explodir um arranha-céu em construção, destruindo os carros em um estacionamento da WWE, e assim por diante. No processo, você também matar uma multidão de seguranças e pessoal da WWE que te atacam com golpes de wrestling, lançando-os no tráfego em movimento, fora do topo do arranha-céus.

## Características
- WrestleMania XIX permitiu que os jogadores criem entradas de arena personalizadas para superstars criados.
- Os jogadores podem comprar novos movimentos/templates, armas e muito mais.
- Não pode haver até quatro wrestlers no ringue de uma só vez (com a adição de um árbitro).
- Todos os superstars jogáveis tem traje alternativo.

## Arenas
- Raw is War
- Smackdown
- SummerSlam (2002)
- Royal Rumble (2003)
- Wrestlemania XIX

## Stables e tag teams
- Dudley Boyz (Bubba Ray Dudley e D-Von Dudley
- Los Guerreros (Eddie Guerrero e Chavo Guerrero)
- Booker T e Goldust
- Evolution (Triple H, Randy Orton,Ric Flair e Batista)
- Brothers of Destruction (The Undertaker e Kane)